# Jeremy Thacker

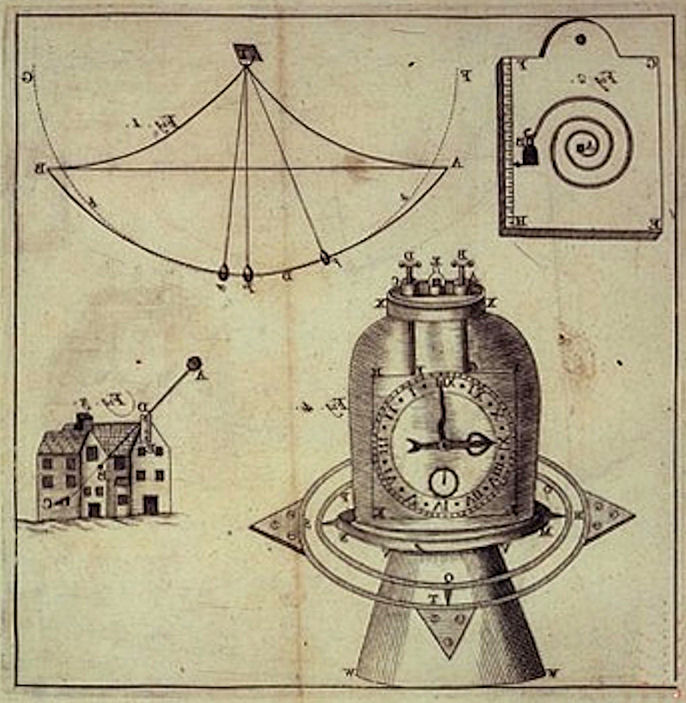
Cronómetro de Jeremy Thacker c. 1714.

Jeremy Thacker fue un escritor y relojero del siglo XVIII, quien acuñó la palabra cronómetro para designar a un tipo de relojes precisos diseñados para encontrar la longitud geográfica en el mar. Él mismo creó un cronómetro marino colocado sobre una suspensión Cardán y dentro de una campana de vacío, pero fue un fracaso. La idea de mantener el reloj marino en el vacío ya había sido propuesta por el relojero italiano Antonio Tempora en 1668. Poco tiempo después, el relojero británico John Harrison construiría sus exitosos cronómetros marinos a partir de 1730.
Escribió "The Longitudes Examined" (Las Longitudes Examinadas) en 1714.

## ¿Posible bulo?
Según un artículo publicado en el Suplemento Literario de la revista Times en noviembre de 2008, "Thacker pudo no haber existido nunca, por lo que ¿Su propuesta se puede considerar en la actualidad posiblemente como un bulo?".